# جیمز گری
جیمز گری (انگلیسی: James H. Gray Sr.؛ ۱۷ مهٔ ۱۹۱۶ – ۱۹ سپتامبر ۱۹۸۶) کارآفرین و سیاست‌مدار اهل ایالات متحده آمریکا بود، که در سال ۱۹۴۶ شرکت گری تلویژن را تأسیس کرد.